# Frank Wissenbach
Frank Wissenbach (* 15. Dezember 1956 in Berlin) ist ein ehemaliger deutscher Boxer. Er war deutscher Meister im Superwelter- und Mittelgewicht.

## Leben
Wissenbach wurde mit 15 Jahren von Fritz Gretzschel entdeckt, war bereits mit 17 Jahren Berufsboxer und trat zunächst mit Ausnahmegenehmigung an. Seinen ersten Kampf bestritt er im Mai 1974. Er gewann seine ersten sieben Kämpfe, Ende Mai 1975 verlor der aus Berlin-Tempelhof stammende Wissenbach erstmals, als er Peter Scheibner unterlag, den er dann im Januar 1976 in einem Rückkampf bezwang. Im Dezember 1976 kämpfte der von Trainer Werner Papke betreute Boxer in der Hamburger Ernst-Merck-Halle gegen Jean-André Emmerich um den deutschen Meistertitel und siegte nach Punkten. Vom Hamburger Abendblatt wurde Wissenbach anschließend als „das vielleicht größte Talent des bundesdeutschen Boxszene“ bezeichnet. Er gehörte zu den Schützlingen von Promoter Willy Zeller.
Am 7. Mai 1977 forderte Wissenbach in Hamburg den britischen Europameister Maurice Hope heraus, unterlag als Hauptkämpfer der von Wilfrid Schulz veranstalteten und von der ARD übertragenen „Box-Gala ’77“ aber deutlich nach Punkten.
Ende August 1978 sagte Wissenbach einen geplanten Weltmeisterschaftskampf gegen Rocky Mattioli wenige Tage vorher ab. Nach Angaben des mit der Vorbereitung betrauten Trainers Henry Davis aus den USA war Wissenbachs körperliche Verfassung für einen WM-Kampf nicht ausreichend. Wissenbach wurde Feigheit vorgeworfen. Kurz zuvor hatten sich Wissenbach und sein Promoter Zeller überworfen, Wissenbach zog aus Zellers Villa, in welcher er gewohnt hatte, aus. Wissenbachs Anwalt teilte rund eine Woche vor dem geplanten Kampf mit, seinem Mandant sei bisher kein Vertrag für das Duell um die Weltmeisterschaft vorgelegt worden. Wissenbach unterschrieb im September 1978 einen Zehnjahresvertrag beim Lübecker Boxmanager Hans-Peter Siemons.
Im November 1978 wurde Wissenbach deutscher Meister im Mittelgewicht, er besiegte in seiner Heimatstadt Berlin Frank Reiche. „Sein sicheres Auge, die prachtvollen Reflexe, ein umfangreiches Schlagrepertoire“ hätten dem Titelverteidiger „keine wirkliche Chance“ gelassen, wurde über Wissenbachs Sieg berichtet. Er erhielt dafür eine Gage von 12 500 D-Mark. Das Fachblatt Boxsport zeichnete Wissenbach als Deutschlands Berufsboxer des Jahres 1979 aus. Der Zehnjahresvertrag mit Siemons hatte nicht bis zum Ende der vorgesehenen Laufzeit Bestand, 1982 wurde Wissenbach von Wilfried Sauerland betreut.
Anfang Dezember 1982 kämpfte er vor 10 000 Zuschauern im Pariser Hippodrome de la Porte gegen den Franzosen Louis Acaries um den Europameistertitel im Mittelgewicht. Wissenbach, dessen Kampf mit einer Börse von 80 000 D-Mark vergütet wurde, unterlag durch K. o. in der sechsten Runde. Anschließend bestritt er keine Kämpfe als Berufsboxer mehr.